# عبد الجبار العكيدي
عبد الجبار العكيدي كان أحد قيادات الجيش السوري الحر، وهو عقيد سابق في الجيش السوري الذي انشق عنه في أوائل عام 2012.وبعد انضمامه للجيش السوري الحر تولى قيادة المجلس العسكري الثوري بمحافظة حلب.